# Équipe du Sénégal féminine de basket-ball
Cet article traite de l'équipe féminine. Pour l'équipe masculine, voir Équipe du Sénégal masculine de basket-ball.
Maillots
L’équipe du Sénégal féminine de basket-ball  est la sélection des meilleures joueuses sénégalaises. Elle est placée sous l’égide de la Fédération sénégalaise de basket-ball.
L'équipe du Sénégal féminine de basket-ball a été onze fois championne d'Afrique en 24 éditions (1974, 1977, 1979, 1981, 1984, 1990, 1993, 1997, 2000, 2009 et 2015). Elle a aussi été neuf fois vice-championne d'Afrique (en 1968, 1983, 1994, 2005, 2007, 2011, 2017, 2019 et 2023) et trois fois médaillée de bronze en 1970, 2003 et 2013. Les deux seules fois où les Sénégalaises ne sont pas sur le podium sont lors de la première édition en 1966 avec une quatrième place et lors de la dixième édition en 1986 où elle ne participe pas à la compétition. Elle est ainsi la plus titrée à l'échelle du continent chez les dames. À noter que l'équipe sénégalaise est restée sur le podium continental depuis 1990, un record de longévité équivalent à celui de l'Angola chez les hommes.
L'équipe sénégalaise remporte aux Jeux africains sept titres de championnes (1965, 1973, 1978, 1995, 1999, 2007 et 2011), perd une finale en 1991 et remporte deux médailles de bronze (1987 et 2003).
La joueuse sénégalaise Mame Maty Mbengue est la basketteuse la plus titrée du continent avec 8 titres et 5 titres de MVP (Afrobasket 1981, 1984, 1990, 1993 et 2000 et 2 aux Jeux africains (1995 et 1999).

## Résultats

### Palmarès
L'équipe du Sénégal possède le plus grand palmarès en Championnat d'Afrique en 2023, en étant le pays le plus titré avec onze médailles d'or, neuf médailles d'argent et trois médailles de bronze. Le Sénégal s'est qualifié pour les Jeux olympiques à deux reprises, lors de l'édition 2000 où elle termine à la douzième place et aux jeux olympiques d'été de 2016. Son meilleur résultat en Coupe du monde est une douzième place.
| Compétitions mondiales                             | Compétitions continentales |
| -------------------------------------------------- | --- |
| - Jeux olympiques - Néant - Coupe du monde - Néant | - AfroBasket (11) - Vainqueur en 1974, 1977, 1979, 1981, 1984, 1990, 1993, 1997, 2000, 2009 et 2015 - Finaliste en 1968, 1983, 1994, 2005, 2007, 2011, 2017, 2019 et 2023 - Troisième en 1970, 2003 et 2013 - Jeux africains (7) - Vainqueur en 1965, 1973, 1978, 1995, 1999, 2007 et 2011 - Finaliste en 1991 - Troisième en 1987 et 2003 |

### Parcours en compétitions internationales

#### Jeux olympiques
| Année | Position      |      | Année         | Position |               | Année | Position |
| 1976  | Non qualifiée | 1996 | Non qualifiée | 2016     | 12e           |       |          |
| 1980  | Non qualifiée | 2000 | 12e           | 2020     | Non qualifiée |       |          |
| 1984  | Non qualifiée | 2004 | Non qualifiée | 2024     | -             |       |          |
| 1988  | Non qualifiée | 2008 | Non qualifiée | 2028     | -             |       |          |
| 1992  | Non qualifiée | 2012 | Non qualifiée | 2032     | -             |       |          |

#### Coupe du monde
| Année | Position           |      | Année         | Position |               | Année | Position |
| 1953  | Équipe inexistante | 1979 | 12e           | 2006     | 15e           |       |          |
| 1957  | Équipe inexistante | 1983 | Non qualifiée | 2010     | 16e           |       |          |
| 1959  | Équipe inexistante | 1986 | Non qualifiée | 2014     | Non qualifiée |       |          |
| 1964  | Non qualifiée      | 1990 | 14e           | 2018     | 12e           |       |          |
| 1967  | Non qualifiée      | 1994 | Non qualifiée | 2022     | Non qualifiée |       |          |
| 1971  | Non qualifiée      | 1998 | 14e           | 2026     | -             |       |          |
| 1975  | 13e                | 2002 | 15e           | 2030     | -             |       |          |

#### AfroBasket
| Année | Position      |      | Année     | Position     |           | Année | Position |
| 1966  | 4e            | 1990 | Vainqueur | 2013         | Troisième |       |          |
| 1968  | Finaliste     | 1993 | Vainqueur | 2015         | Vainqueur |       |          |
| 1970  | Troisième     | 1994 | Finaliste | 2017         | Finaliste |       |          |
| 1974  | Vainqueur     | 1997 | Vainqueur | 2019         | Finaliste |       |          |
| 1977  | Vainqueur     | 2000 | Vainqueur | 2021         | 4e        |       |          |
| 1979  | Vainqueur     | 2003 | Troisième | 2023         | Finaliste |       |          |
| 1981  | Vainqueur     | 2005 | Finaliste | 2025         | 4e        |       |          |
| 1983  | Finaliste     | 2007 | Finaliste | 2027         | -         |       |          |
| 1984  | Vainqueur     | 2009 | Vainqueur | Pays inconnu | -         |       |          |
| 1986  | Non qualifiée | 2011 | Finaliste | Pays inconnu | -         |       |          |

## Personnalités historiques

### Joueuses marquantes
Dans une cérémonie du cinquantenaire de la FIBA Afrique en 2011, qui a réuni toutes les générations de basketteuses des 50 dernières années du continent, les anciennes Lionnes ont été les plus distinguées.
La FIBA Afrique a également rendu hommage aux Lionnes à travers une exposition retraçant l’histoire de l’instance africaine.
Les différents sacres des Lionnes durant les cinquante ans ont été bien représentés.
Voici les distinctions obtenues par le Sénégal : 
- Paniers d’or : Coumba Dickel Diawara, Dieynaba Pouye et Layiré Ndao Guèye
- Paniers d’or spéciaux : Babacar Mbaye Guèye, Fatou Kiné N'Diaye, Marie Hélène Lopes, Marie Emilie Lopez, Kankou Coulibaly, Maguette Diop.
- Spécial panier : Astou N'Diaye, Aminata Dieng, Khady Sall, Adama Diop, Anne Marie Diokh, Khadia Diarisso, Seynabou Diop Lô, Aminata Kane, Henriette Diop, Adji Touré.
- Joueuses africaines les plus titrées : Mame Maty Mbengue, Rokhya Pouye, Mame Penda Diouf, Marieme Ba, Nafissatou Diagne, Adama Diakhaté, Khady Diop.
- Entraîneur le plus titré : Bonaventure Carvalho
- Meilleurs présidents : Mactar Guène et Abdoulaye Seye Moreau
- Meilleure équipe du cinquantenaire : Sénégal (10 médailles d’or, 5 argent et deux bronze)

### Hall Of Fame
| Period       | Player                                 | Palmares |  |
| ------------ | -------------------------------------- | --- |  |
| 1980-2002    | Mame Maty Mbengue La Reine d'Afrique   | Trois fois MVP de l'Afrobasket Women (1993,1997 and 2000) ; cinq fois vainqueur de l'Afrobasket (1984,1990,1993,1994,1997 et 2000), 1 fois championne d'Afrique Junior (1985), 2 médaillée d'or des Jeux Africains (1995 et 1999), une fois vainqueur du championnat d'Afrique des Clubs (1993) avec le D.U.C., 1 médaille d'or aux Jeux de la Francophonie (1999), T. Elle a participé aux Jeux olympiques de Sydney (2000) et à 3 Championnats du monde (1990, 1998 et 2002) |  |
| 2006–present | Aya Traoré La Force tranquille         | Deux fois MVP de l'Afrobasket Women (2009 and 2015), 2 fois vainqueur de l'Afrobasket (2009 et 2015), elle a joué 5 finales d'Afrobasket (2007, 2009, 2011, 2015 et 2017). Elle a reçu six récompenses individuelles en Afrobasket (5 majeur (2007, 2009, 2011 et 2015) et MVP (2009, 2015). 1 fois Championne d'Afrique des clubs (2012) avec la Liga Muçulmana du Mozambique, deux fois médaillée d'or aux jeux africains (2007 and 2011). Deux fois médaillée d'or aux jeux africains (2007 et 2011), une fois médaillée d'or aux Jeux de la francophonie (2009), elle est la deuxième sénégalaise à avoir joué en WNBA avec les Mystics de Washington en 2006. Elle a participé à deux Championnats du monde (2006 et 2010) et aux Jeux olympiques de Rio en 2016 |  |
| 2005–present | Astou Traore La Légende                | Une fois championne d'Afrique (2017), elle est la Meilleure scoreuse de tous les temps de l' AfroBasket Women (571 pts), 1 fois MVP de l'Afrobasket Women (2017). Elle a reçu cinq récompenses individuelles en Afrobasket (Meilleure Tripointeuse (2011), meilleure Scoreuse (2013), 5 majeur (2013 et 2017) et MVP (2017). Surnommée la Reine en argent, elle a joué et perdu 5 finales/6 en Afrobasket (2005, 2007, 2011, 2013 et 2017). Une fois médaillée d'or aux jeux africains (2011), elle est la joueuse sénégalaise ayant le meilleur parcours professionnel : médaillée de bronze du Championnat d'Amérique des clubs avec l' E.T.U. de l'Ecuador en 2014, meilleure marqueuse de la Ligue française de Basketball (2013-2014), Championne d'Espagne Liga Dia 2 en 2006, Championne de Belgique 2015 et MVP de la Coupe de Belgique 2015 avec Belfius Namur, Vice championne de Turquie 2016 avec Galatasaray. Elle a joué 7 saisons espagne en Liga feminina. |  |
| 1973-1985    | Aminata Diagne Poulain                 | 4 fois vainqueur de l'Afrobasket Women (1977, 1979, 1981 et 1984), elle a participé à 1 championnat du monde (1979). Deux fois médaillée d'or aux jeux Africains (1973 and 1977), elle a été élue MVP de l'Afrobasket en 1984. |  |
| 1989-1997    | Anne Marie Diokh                       | MVP de l'Afrobasket Women en 1990, elle a été 2 fois vainqueur de l'Afrobasket (1990 et 1993), 1 fois médaillée d'or des Jeux Africains (1995) et 1 fois vainqueur du Championnat d'Afrique des clubs (1995) avec le Stade Tunisien. Elle a participé au championnat du monde de 1990 |  |
| 1970-1983    | Aya Pouye La meneuse de tous les temps | MVP de l'Afrobasket Women en 1974, elle a été 4 fois vainqueur de l'Afrobasket (1974, 1977, 1979 et 1981),3 fois médaillée d'or des Jeux Africains (1965, 1973 et 1978). Présidente des Fédérations Ouest Africaines de Basketball elle a participé a 2 Championnats du monde (1975 and 1979). Elle a été vice-présidente de la Fédération sénégalaise de basketball |  |
| 1990-2007    | Adama Diakhaté L'expérimentée          | 4 fois vainqueur de l'Afrobasket (1990, 1993, 1997 and 2000), elle a joué 8 Afrobasket consécutifs (de 1990 à 2007) et 4 Championnats du monde (1990, 1998, 2002 et 2006). Elle a remporté 3 fois le Championnat d'Afrique des clubs (1993, 1997,1999) avec le D.U.C. |  |
| 1995-2006    | Astou Ndiaye-Diatta l'Américaine       | Championne d'Afrique 2000 et vice championne d'Afrique en 2005, Championne WNBA 2003 avec le Shock de Détroit. Elle est la première sénégalaise à avoir joué en WNBA (draftée en 1999 en 22e position). Elle a remporté le championnat d'Italie en 2007. Elle a joué le Championnat du monde en 2006 |  |
| 1992-2006    | Khady Diop L'Africaine                 | 4 fois championne d'Afrique (1990, 1993, 1997 et 2000), 3 fois championne d'Afrique des clubs(1993, 1997, 1999) avec le D.U.C.[réf. nécessaire], elle a été élue 3 fois Reine du Basket au Sénégal. Elle a participé à 3 Championnats du monde (2002, 1998 et 1990) et aux Jeux olympiques de Sydney en 2000. Médaillée d'or aux Jeux Africains (1995 et 1999). Vainqueur des Jeux de la francophonie en 1997. |  |

Top 20 des Légendes du Basketball sénégalais:
- Kankou Coulibaly,
- Mame Diodio Diouf,
- Anta Sy,
- Mame Penda Ba,
- Mbarika Fall,
- Mame Penda Diouf,
- Coumba Dickel Diawara,
- Bineta Diouf,
- Aïda Diagne,
- Awa Gueye,
- Mame-Marie Sy-Diop,
- Marie Amélie Lopes,
- Fatou Dieng,
- Salimata Diatta,
- Fatou N'Diaye,
- Ndèye Sène,
- Marie Héléne Ndiaye,
- Nafissatou Diagne,
- Aminata Nar Diop.
- Ndèye Ndiaye,

### Entraîneurs successifs
- ... - 1987 : Bonaventure Carvalho
- juin 2012 : Pape Moussa Touré
- 2012 - 2018 : Cheikh Sarr

## Image et identité

### Rivalités entre le Sénégal et les autres équipes africaines
La rivalité entre les équipes africaines s'est toujours faite avec le Sénégal.
Durant les années 1960-1970, la rivalité débute contre l'Égypte, avec un cinglant quadruplé du Sénégal de 1974 à 1981, bien que l’Égypte décrochera les deux premières coupes d'Afrique.
Les années 1980 et 1990 marqueront le duel légendaire entre Lionnes et Zaïroises (actuelle RD Congo) avec 9 éditions durant lesquelles les deux équipes ne se sont pas faites de cadeau. La rivalité atteint son paroxysme en 1984 à Dakar avec l'abandon des Zaïroises en finale et la sanction du Sénégal en 1986 au Mozambique. Cependant, les Lionnes ont été les grandes victorieuses avec 8 victoires contre 5 pour les Zaïroises.
Les années 2000 ont marqué le début de la disette des Lionnes de la Téranga et de leur chute à la 3e place en 2003, année qui marque le début du règne du Nigeria de Mfon Udoka, qui récidive en 2005 à domicile en finale face au Sénégal. Dakar organise l'Afrobasket en 2007 avec l'espoir de retrouver le trophée de 2000 ; mais la surprise vient du voisin malien, amené par Hamchétou Maïga. Ceci marque le début de cette troisième rivalité. À Madagascar en 2009, la revanche Sénégal-Mali voit le retour sur le toit de l'Afrique du Sénégal d'Aya Traoré et Mame Diodio Diouf.
Alors que tous attendaient encore cette finale, c'est l'Angola qui crée la surprise et marque son territoire en ce début des années 2010, en éliminant le Mali en demi-finale et le favori sénégalais en finale. Nacissela Maurício et ses coéquipières remettent cela en 2013 au Mozambique en éliminant le Sénégal en demi-finale malgré une flagrante faute de Nacissela Maurício sur Astou Traoré au buzzer et remporte la finale à l'arraché face au Mozambique.
Au Mondial 2010, l'équipe termine à la dernière place. Des problèmes d'intendance dénoncés par l'ancien international Oumar Dia suscitent une polémique.
L'équipe du Sénégal remporte le titre continental à nouveau en 2015 en balayant les 2 meilleures équipes africaines du moment et le pays hôte en finale ; d'abord le Mali, vainqueur des Jeux africains, en quarts de finale, dans ce qui devait être le choc de cet Afrobasket, sur le score de 57 à 38, puis l'Angola, double championne en titre sur le score de 58-56, et enfin le Cameroun devant son public, en finale par 81 à 66.
En 2017, le Mali organise l'Afrobasket et compte remporter la coupe. C’était sans compter sur le Nigeria, qui l’élimine en demi finale. De son côté, le Sénégal fait cavalier seul dans la compétition en se qualifiant pour sa 19e demi-finale après avoir battu le Cameroun, vice-champion d’Afrique par 71-58. En demi-finale, le Sénégal bat le Mozambique 72-52, et s’offre une 18e finale dans cette compétition.
En finale, les Lionnes ont été dominées et sont battues par le Nigeria, qui remporte son premier titre depuis 2005.
En 2019, le Sénégal inaugure la Dakar Arena et accueille la compétition pour la 6e fois. Après avoir remporté 4 des 5 éditions organisées à domicile (en 1977, 1981, 1987 et 1993), les Lionnes ambitionnent de récupérer le trophée perdu en 2017. Après avoir fait un parcours sans faute au premier tour, le Sénégal bat son ancien rival angolais en quart de finale 88-54, avant de sortir, encore une fois, le Mozambique, dans un match épique, 60-57.
Pour la 19e fois, le Sénégal atteint la finale de la compétition. Pour cette troisième finale consécutive, les Lionnes du basket affrontent les Nigérianes, détentrices du trophée. Apres un match mémorable et serré, le Nigeria bat à nouveau le Sénégal 60-55, et remporte le trophée pour la deuxième fois de suite.